# Antonio Covarsí
Antonio Covarsí (Badajoz 1951-2006), fotógrafo español.
Artista autodidacta, se inició en los años 70.
Participó en la creación de la Agrupación Fotográfica de Badajoz y puso su empeño en que la fotografía se convirtiera en Extremadura en una importante manifestación del patrimonio artístico extremeño. 
En el año 1987 realizó su primera exposición individual en el Colegio de Arquitectos de Badajoz y, a partir de entonces, desarrolló un trabajo coherente, reflejando sus fotografías la realidad revestida de un enorme subjetivismo. 
En los últimos tiempos, Antonio Covarsí dedicó su mirada a Portugal. En 2004 y dentro el contexto de Agora, el Debate Peninsular, la Junta de Extremadura organizó en la Sala Europa de Badajoz la exposición sobre Lisboa "Una luz incierta". 
Trabajaba en un proyecto sobre La Raya, cuando falleció el 11 de febrero de 2006. Este trabajo, realizado entre 2003 y 2006 se expuso en el Museo Extremeño e Iberoamericano de Arte Contemporáneo (MEIAC), en Badajoz entre noviembre de 2006 y enero de 2007. Además se editó un libro con el mismo título con motivo de la exposición.
Su obra se encuentra en colecciones como la del Museo Extremeño e Iberoamericano de Arte Contemporáneo (MEIAC), Asamblea de Extremadura y Colección Cualladó.

## Libros
- COVARSÍ, ANTONIO. Donde las flores se convierten en agua. Ed. Junta de Extremadura, Badajoz, 1999, donde Pablo Guerrero pone texto a la serie Vidrios.
- COVARSÍ, ANTONIO. Una luz incierta. Ed. Junta de Extremadura, Badajoz, 2004. ISBN 84-7671-791-1. Con textos de Ángel Campos Pámpano
- COVARSÍ, ANTONIO. Vivir en la Raya. Ed. Junta de Extremadura, Badajoz, 2006. ISBN 84-7671-965-5.